# Côte de Colonster
La côte de Colonster est une côte de 2 900 m d'une moyenne de 5,9 % qui se situe dans la section d'Angleur dans la ville de Liège dans la Province de Liège en Belgique. Elle est présente sur le parcours de la course cycliste Liège-Bastogne-Liège. 

## Caractéristiques
- Départ : 74 m
- Altitude : 245 m
- Dénivellation : 171 m
- Longueur : 2,9 km
- Pente moyenne : 5,9 %
- Pente maximale : 5,9 %